# Yvrac
Yvrac is een gemeente in het Franse departement Gironde (regio Nouvelle-Aquitaine). De plaats maakt deel uit van het arrondissement Bordeaux. Yvrac telde op 1 januari 2022 2.901 inwoners.

## Geografie
De oppervlakte van Yvrac bedroeg op 1 januari 2022 8,48 vierkante kilometer; de bevolkingsdichtheid was toen 342,1 inwoners per km².

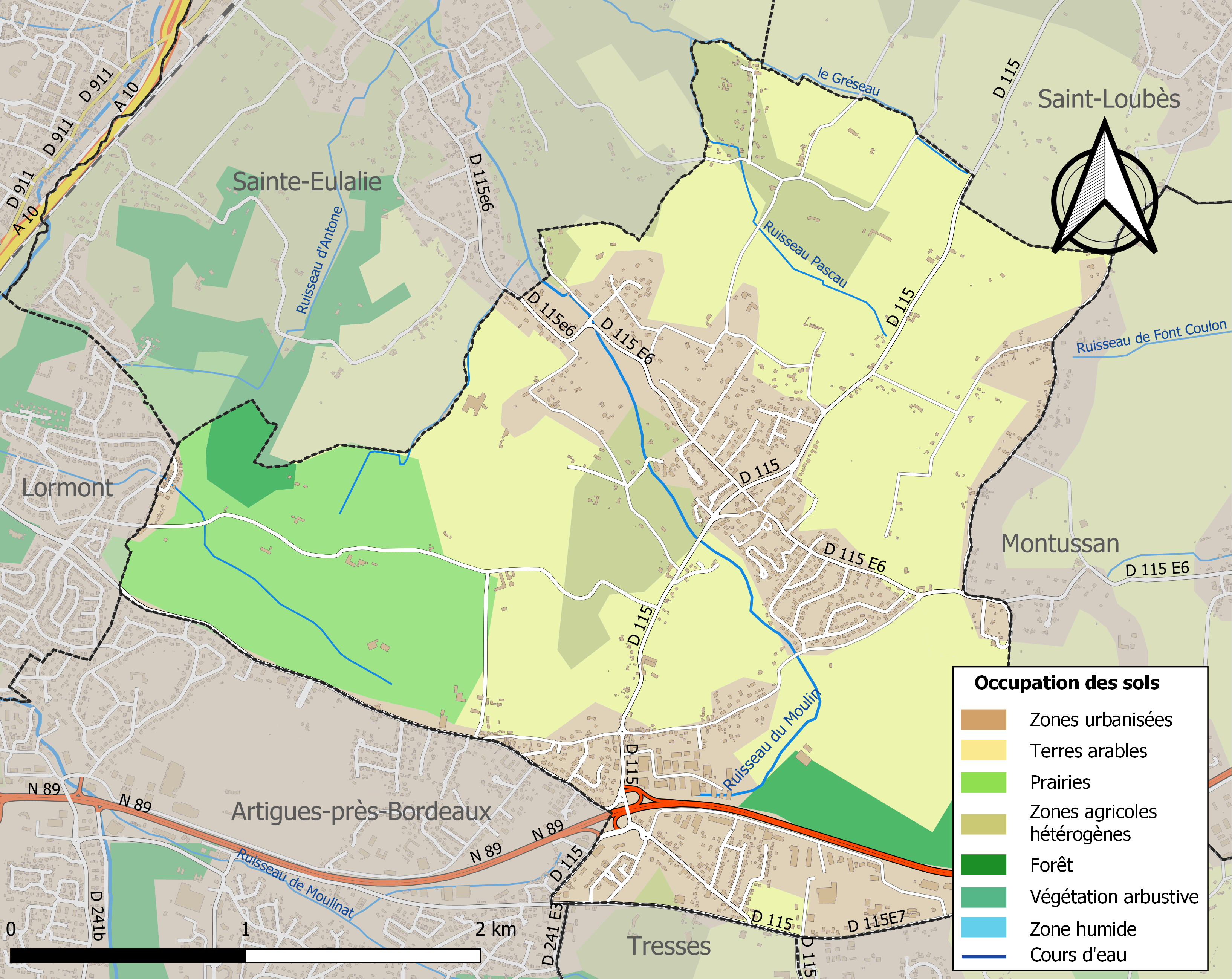
Kaart van de gemeente met belangrijkste infrastructuur, bodemgebruik en omliggende gemeenten

## Demografie
Onderstaande figuur toont het verloop van het inwonertal (bron: INSEE-tellingen).